# Malinkin (cráter)
Malinkin es un cráter de impacto situado sobre la cara visible de la Luna. Se encuentra en la parte occidental del interior del cuenco del cráter Faustini. Entre sus vecinos más cercanos figuran los cráteres Shoemaker en el suroeste; Nobile en el noroeste; Amundsen en el norte; Slater en el sureste y Shackleton en el sur.
|  |

El cráter posee forma de copa, con un perfil afilado sin apenas muestras de erosión. Debido a su proximidad al Polo Sur lunar, parte del fondo del cráter casi siempre está en la sombra, lo que dificulta su observación.
La UAI le adjudicó el 20 de mayo de 2014 el nombre del buscador de meteoritos ruso soviético Yegor Malinkin (1923–2008).

## Referencias

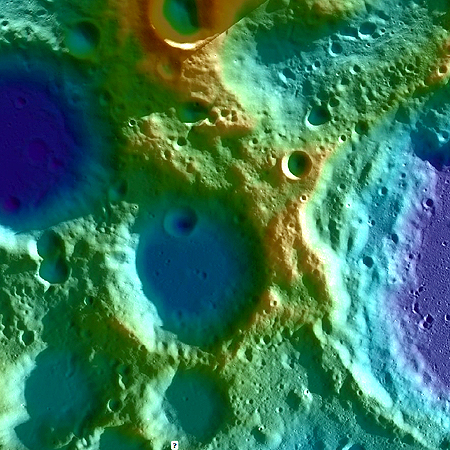
Imagen topográfica del entorno de Malinkin, generada mediante colores virtuales para resaltar su relieve